# Swan River 150E
Swan River 150E est une réserve indienne en Alberta au Canada. Elle est située à 241 km au nord-ouest d'Edmonton près de Kinuso.